# 山内繁
山内 繁（やまうち しげる、1940年(昭和15年) - ）は、日本の工学者。特定非営利活動法人支援技術開発機構理事長（2013年時点）。工学博士。香川県出身。

## 来歴
1962年に東京大学工学部を卒業、1967年に同大学院博士課程修了。同年の工学博士論文の題は「Study on the reactivity of carbonaceous materials（炭素材料の反応性に関する研究）」。
東京大学工学部助手、講師、助教授（電気化学）を務める。1985年に国立身体障害者リハビリテーションセンター研究所部長、後に研究所長を務めた。
早稲田大学人間科学学術院健康福祉科学科特任教授でもあった。
2013年10月、社会福祉法人日本点字図書館から、第10回「本間一夫文化賞」を授与された。点字表示などの規格化に尽力したことが受賞理由だった。国際標準化機構（ISO）では、「福祉機器技術委員会」の日本代表も務める。

## 著書
- 視覚障害者誘導用ブロック（国立身体障害者リハビリテーションセンター）、2003年12月[7]

ほか